# St. Elisabeth-Krankenhaus Geilenkirchen
Das St. Elisabeth-Krankenhaus Geilenkirchen ist ein Akutkrankenhaus in freigemeinnütziger Trägerschaft in Geilenkirchen im nordrhein-westfälischen Kreis Heinsberg. Es ist ein akademisches Lehrkrankenhaus der RWTH Aachen.

## Geschichte
Das Krankenhaus wurde 1872 von der römisch-katholischen Ordensgemeinschaft der Christenserinnen gegründet. Im Jahr 2002 übertrugen die Christenserinnen die Trägerschaft des Hauses der St. Elisabeth-Krankenhaus Geilenkirchen gemeinnützige GmbH. Deren Gesellschafter sind die Ordensgemeinschaft der Christenserinnen e.V., Stolberg-Venwegen und die Christenserinnen-Stiftung.

## Struktur
Das St.-Elisabeth-Krankenhaus hat eine Kapazität von 218 Betten. Es beschäftigt über 550 Mitarbeiter (Stand: Januar 2012) Trägerin ist die St. Elisabeth Krankenhaus Geilenkirchen gemeinnützige Gesellschaft mbH.
Das Krankenhaus umfasst die Fachbereiche Orthopädie, Chirurgie und Unfallchirurgie sowie Innere Medizin, HNO und Anästhesie. Es verfügt über eine ambulante Notfallaufnahme, ein Schlaflabor und eine am 24. April 1918 eröffnete Krankenpflegeschule mit zurzeit 75 Ausbildungsplätzen.
2010 wurde am St. Elisabeth-Krankenhaus das erste zertifizierte Darmkrebszentrum im Kreis Heinsberg eröffnet, welches die Qualitätsrichtlinien der Deutschen Krebsgesellschaft erfüllt.
Seit 2007 ist das Krankenhaus mit seiner orthopädischen und unfallchirurgischen Abteilung Kooperationspartner des Olympiastützpunkts Rheinland. Neben einer Cafeteria und einem Kiosk steht den Besuchern und Patienten eine hauseigene Kapelle zur Verfügung.
Im Gebäude ansässig ist zudem die hausärztliche Notfallpraxis der Kassenärztlichen Vereinigung Nordrhein. 